# DFB-Futsal-Cup 2012
Der DFB-Futsal-Cup 2012 war die siebte Auflage des DFB-Futsal-Cups, der deutschen Meisterschaft im Futsal. Die Endrunde begann am 17. März und endete mit dem Final Four in der Lübecker Hansehalle am 20. und 21. April 2012. Sieger wurden die Hamburg Panthers.

## Teilnehmer
Für den DFB-Futsal-Cup qualifizierten sich die Meister der fünf Regionalverbände des DFB. Dazu kamen drei Vizemeister.
| Platz | Nord               | West                 | Südwest      | Süd                   | Nordost           |
| 1     | Hamburg Panthers   | UFC Münster          | SG Unzenberg | Hilalspor Stuttgart   | SD Croatia Berlin |
| 2     | Team Yasar Hamburg | Futsal Panthers Köln |              | SV Dersim Rüsselsheim |                   |

## Spielplan

### Viertelfinale
Gespielt wurde am 17. und 24. März 2012.
|                     | Ergebnis |                       |
| ------------------- | -------- | --------------------- |
| SG Unzenberg        | 7:8      | Team Yasar Hamburg    |
| Hamburg Panthers    | 6:2      | SD Croatia Berlin     |
| UFC Münster         | 9:2      | SV Dersim Rüsselsheim |
| Hilalspor Stuttgart | 7:8      | Futsal Panthers Köln  |

### Halbfinale
Gespielt wurde am 20. April 2012.
|                    | Ergebnis |                      |
| ------------------ | -------- | -------------------- |
| UFC Münster        | 2:7      | Hamburg Panthers     |
| Team Yasar Hamburg | 2:7      | Futsal Panthers Köln |

### Spiel um Platz drei
Gespielt wurde am 21. April 2012.
|             | Ergebnis       |                    |
| ----------- | -------------- | ------------------ |
| UFC Münster | 5:4 i.S. (3:3) | Team Yasar Hamburg |

### Finale
Gespielt wurde am 21. April 2012.
|                  | Ergebnis |                      |
| ---------------- | -------- | -------------------- |
| Hamburg Panthers | 4:2      | Futsal Panthers Köln |